# Pöhl
Pöhl é um município da Alemanha, situado no distrito de Vogtlandkreis, no estado da Saxônia. Tem 36,64 km² de área, e sua população em 2019 foi estimada em 2.482 habitantes.